# Pharacocerus fagei verdieri
Pharacocerus fagei là một phân loài nhện trong họ Salticidae.
Loài này thuộc chi Pharacocerus. Pharacocerus fagei verdieri được Lucien Berland & Millot miêu tả năm 1941.